# Периферийные устройства (роман)
«Периферийные устройства» — научно-фантастический триллер Уильяма Гибсона. В центре повествования находятся два персонажа: молодая американка из провинции, которая живёт в недалёком, на момент выхода книги, будущем, и публицист из Лондона, живущий  семьюдесятью годами позже. В 2022 году роман был экранизирован.

## Сюжет
Действие романа начинается в 2028 году. Главная героиня, Флинн Фишер, работает в местном магазине 3D-печати и живет со своей матерью и братом Бертоном. который получил травму нервной системы из-за кибернетических имплантатов, установленных ему во время службы в элитном подразделении Гаптика Корпуса морской пехоты США. Когда Бертон направляется в другой город, чтобы участвовать в противостоянии с религиозной экстремистской группой, известной как «Лука 4:5», он просит сестру подменить его на работе в VR, которую он выполнял, как он думал, для колумбийской компании «Милагрос Колдирон». Флинн берётся за работу и замечает, что игровой мир подозрительно похож на Лондон, но гораздо более пустой и футуристический. Пилотируя охранный квадрокоптер, она отбивается от дронов папарацци, следящих за красивой женщиной в апартаментах многоэтажного здания. В следующий раз она видит мужчину и женщину на балконе, где женщину убивает и съедает рой нанороботов. Флинн не уверена, правда это или часть виртуальной игры.

## История создания
Гибсон работал над книгой с августа 2012 года. 19 апреля 2013 года писатель выступил в Нью-Йоркской публичной библиотеке, где прочитал первую главу: «Гаптика». Книга вышла из печати в ноябре 2014 года. Продолжение романа — «Агент влияния».

## Критика
Роман был положительно воспринят критиками. Так автор газеты The Irish Times написал, что это «выдающийся роман, который может похвастаться едва ли не единственным правдоподобным описанием путешествия во времени в новейшей художественной литературе». Хотя некоторые критики и отмечали  «крайнее отсутствие связности повествования», они, одновременно, ставили Гибсону в заслугу «социальные экстраполяции, не в последнюю очередь о капитализме, государственном надзоре и ретро-колониализме третьего мира».  По словам Зака Бэрона из GQ: «Как и многие книги Гибсона, „Периферийные устройства“, это, по сути, нуарный детектив, рядящийся в кожаную куртку в стиле киберпанк. И после плотных первых ста страниц — суперприятное чтение. Хотя, возможно, и менее приятное, если учесть, насколько точным может быть Гибсон, когда думает о том, что может произойти дальше. Потому что, согласно роману, дальше будет, если снова позаимствовать фразу Гибсона, „ну… пиздец“».

## Телесериал
В 2018 году Amazon заказала адаптацию сериала для трансляции в онлайн-видеосервисах создателям сериала «Мир дикого Запада» Лизе Джой и Джонатану Нолану. Работа над сериалом началась в апреле 2018 года. Помимо Джой и Нолана, исполнительными продюсерами стали Афина Уикхэм, Стивен Хобан и Винченцо Натали, который снял пилотную серию.  В феврале 2023 года Amazon Studios объявила о продлении сериала на второй сезон.

## Рекомендации
1. ↑  The Peripheral, Архивировано из оригинала 3 мая 2022, Дата обращения: 28 апреля 2022
2. ↑  Jonathan Nolan & Lisa Joy's 'The Peripheral' Picked Up To Series By Amazon, Архивировано из оригинала 7 января 2020, Дата обращения: 15 ноября 2019
3. ↑  Shows A–Z – Peripheral, The on amazon. The Futon Critic. Дата обращения: 20 октября 2022.
4. ↑  Charlie Jane Anders. Watch William Gibson read from his brand new science fiction novel. io9.com (30 апреля 2013). Дата обращения: 1 мая 2013. Архивировано 22 октября 2015 года.
5. ↑  Leith, Источник, Архивировано из оригинала 7 апреля 2023, Дата обращения: 5 апреля 2023
6. ↑  Liptak, Andrew (2017-04-26), William Gibson changed his upcoming sci-fi novel after the results of the presidential election, The Verge, Архивировано из оригинала 26 марта 2023, Дата обращения: 15 ноября 2019
7. ↑  Leith (19 ноября 2014), The Peripheral by William Gibson – a glorious ride into the future, Архивировано из оригинала 7 апреля 2023, Дата обращения: 15 ноября 2019
8. 1 2  Zach Baron. William Gibson Writes the Future. GQ (22 октября 2014). Дата обращения: 25 октября 2014. Архивировано 14 мая 2015 года.
9. ↑  The Peripheral by William Gibson: Prescient, plausible tale of time travel, Архивировано из оригинала 20 ноября 2022, Дата обращения: 15 ноября 2019
10. ↑  The Peripheral by William Gibson: Prescient, plausible tale of time travel (англ.). The Irish Times. Дата обращения: 21 апреля 2023. Архивировано 20 ноября 2022 года.
11. ↑  Steele (16 января 2015), Book review: The Peripheral, by William Gibson, Архивировано из оригинала 5 апреля 2023, Дата обращения: 15 ноября 2019
12. ↑  Elderkin, Beth (2018-04-17), The Creators of Westworld Head to Amazon With New Scifi Series The Peripheral, Архивировано из оригинала 27 февраля 2021, Дата обращения: 15 ноября 2019
13. ↑  Goldberg, Lesley (13 ноября 2019), 'Westworld' Creators' Futuristic Drama 'The Peripheral' Gets Amazon Pickup, Архивировано из оригинала 11 февраля 2021, Дата обращения: 15 ноября 2019
14. ↑  Maas, Jennifer. Amazon Greenlights Sci-Fi Series 'The Peripheral' From 'Westworld' Creators Jonathan Nolan and Lisa Joy. TheWrap (13 ноября 2019). Дата обращения: 3 августа 2021. Архивировано 24 ноября 2019 года.
15. ↑  Fingas, Jon (11 ноября 2019), Amazon orders William Gibson series from the creators of 'Westworld', Архивировано из оригинала 27 декабря 2019, Дата обращения: 15 ноября 2019
16. ↑  Otterson, Joe (9 февраля 2023), 'The Peripheral' Renewed for Season 2 at Amazon, Архивировано из оригинала 18 августа 2023, Дата обращения: 9 февраля 2023